# キャピタル・シティ
キャピタル・シティ (ロシア語: Город Столиц) は、ロシア・モスクワ国際ビジネスセンターのプロット9にある超高層ビル。

## 概要
ビルのあるプロット9はモスクワ・タワー(76階)とサンクトペテルブルク・タワー(65階)の2棟と18階建てのツインタワーで構成されている。2005年に建設を開始して2009年に完成した。モスクワ・タワーの完成以降、同じモスクワ・シティにあるナベレジナヤ・タワーを抜いてヨーロッパ一の高さを誇っていたが、2012年1月にイギリス・ロンドンにあるザ・シャードに首位の座を明け渡した。
最上階の半分以上はエンターテイメントコンプレックス、オフィス、アパートに割り当てられている。2棟の17階と18階の部分はオフィスとなっている。上層の基本構造はショッピング、フィットネスセンター、プレゼーテーションホール、レストランが含まれている。
Emporis Skyscraper Award 2010ではモスクワ・タワーが300以上の建築物の中から第8位に選ばれた。

## ギャラリー

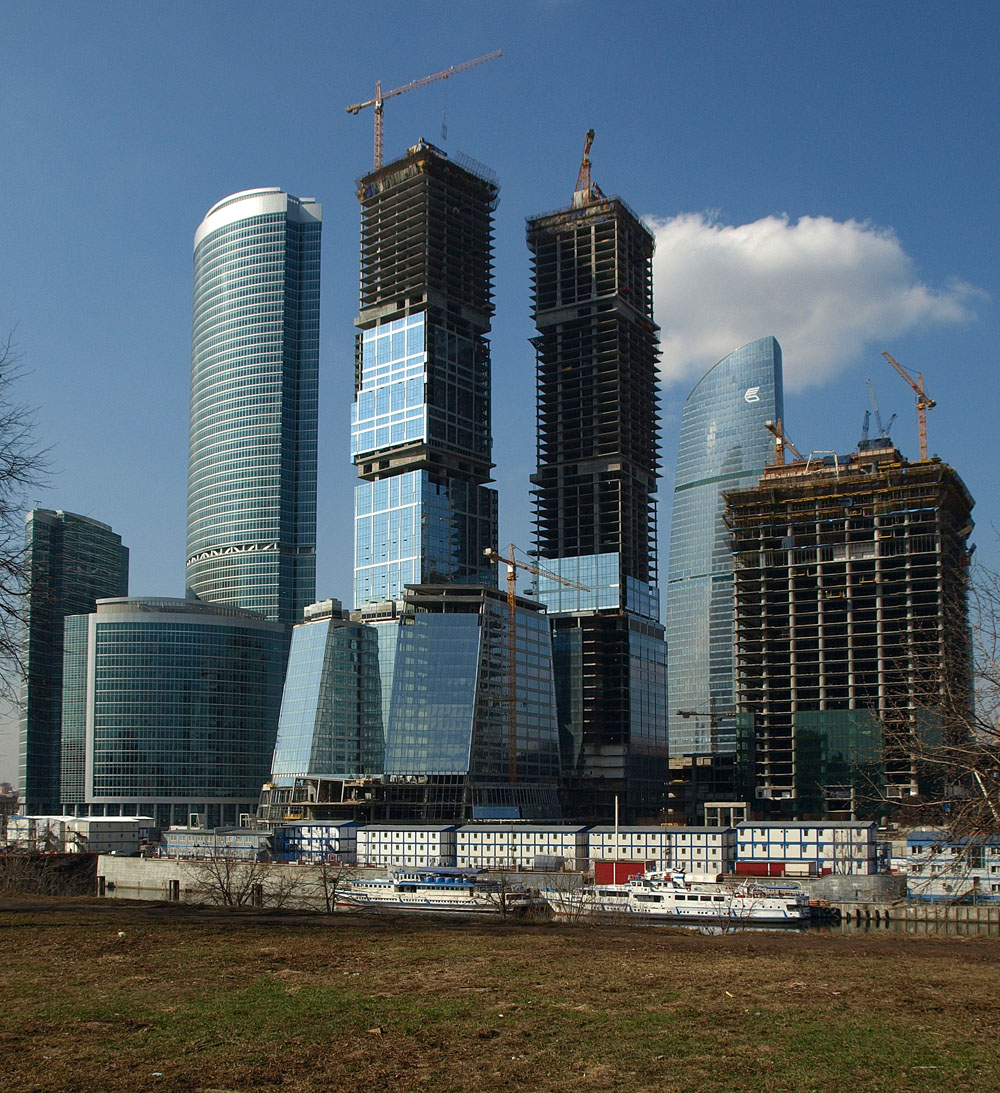
2008年3月30日